# 皮薩科馬區
皮薩科馬區（西班牙語：Distrito de Pisacoma），是秘魯的一個區，位於該國東南部普諾大區的丘奎托省，面積959.34平方公里，海拔高度3,915米，2005年人口11,086，人口密度每平方公里12人。